# Valea Perjei, Cimișlia
Valea Perjei este un sat din raionul Cimișlia, Republica Moldova.

## Demografie

### Structura etnică
Structura etnică a localității conform recensământului populației din 2004:
| Grup etnic                                               | Populație | % Procentaj  |
| -------------------------------------------------------- | --------- | ------------ |
| Băștinași declarați Moldoveni Băștinași declarați Români | 432 1     | 56,92% 0,13% |
| Bulgari                                                  | 254       | 33,47%       |
| Ucraineni                                                | 41        | 5,40%        |
| Ruși                                                     | 24        | 3,16%        |
| Găgăuzi                                                  | 5         | 0,66%        |
| Polonezi                                                 | 1         | 0,13%        |
| Alții                                                    | 1         | 0,13%        |
| Total                                                    | 759       |              |

## Administrație și politică
Componența Consiliului local Valea Perjei (9 consilieri), ales la 5 noiembrie 2023, este următoarea:
|  | Partid                                       | Consilieri | Componență | Componență | Componență | Componență | Componență |
|  | -------------------------------------------- | ---------- | ---------- | ---------- | ---------- | ---------- | ---------- |
|  | Partidul Acțiune și Solidaritate             | 5          |            |            |            |            |            |
|  | Partidul Comuniștilor din Republica Moldova  | 1          |            |            |            |            |            |
|  | Platforma Demnitate și Adevăr                | 1          |            |            |            |            |            |
|  | Partidul Liberal Democrat din Moldova        | 1          |            |            |            |            |            |
|  | Partidul Socialiștilor din Republica Moldova | 1          |            |            |            |            |            |